# Savile Row

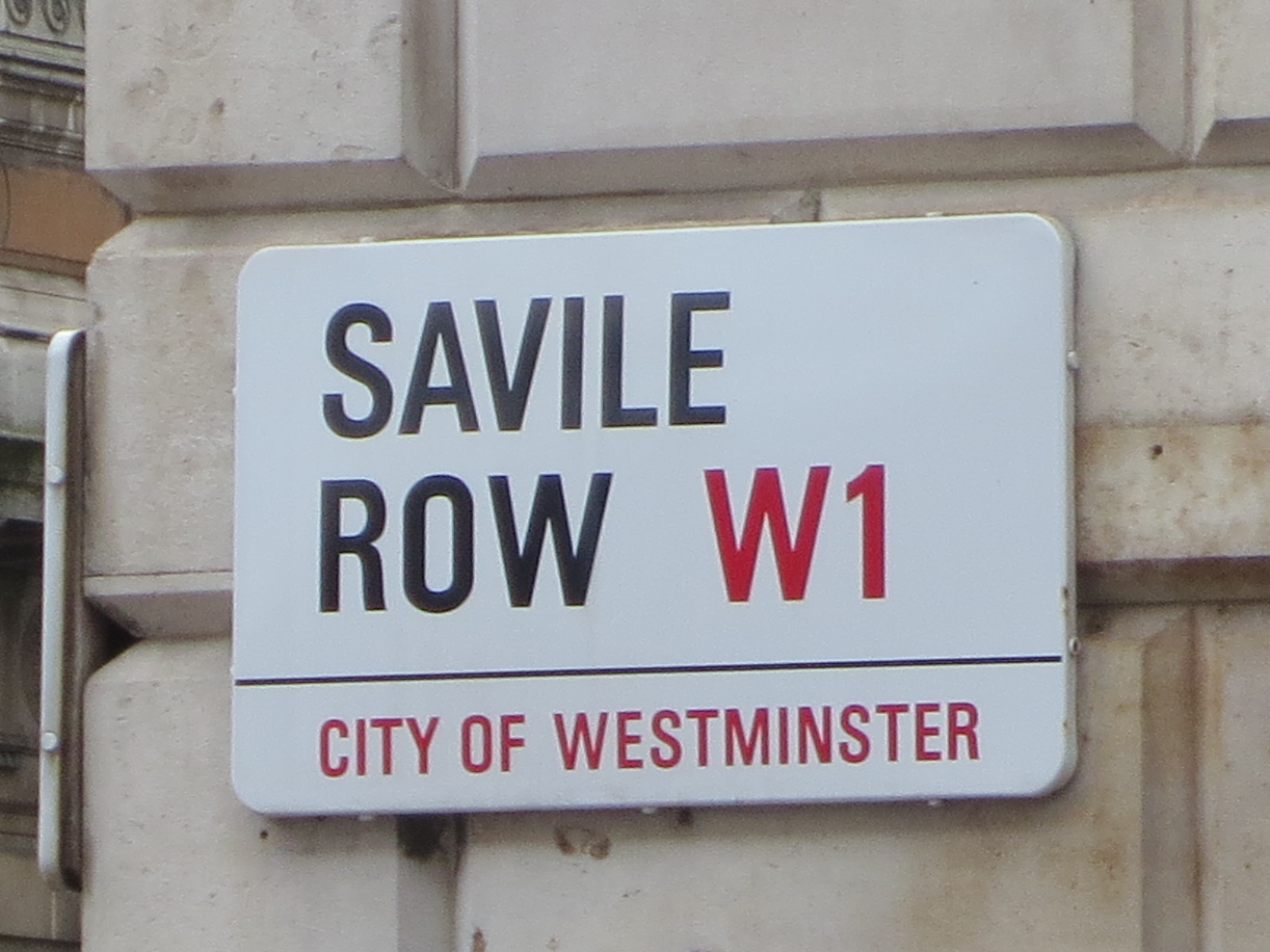
Gatuskylt

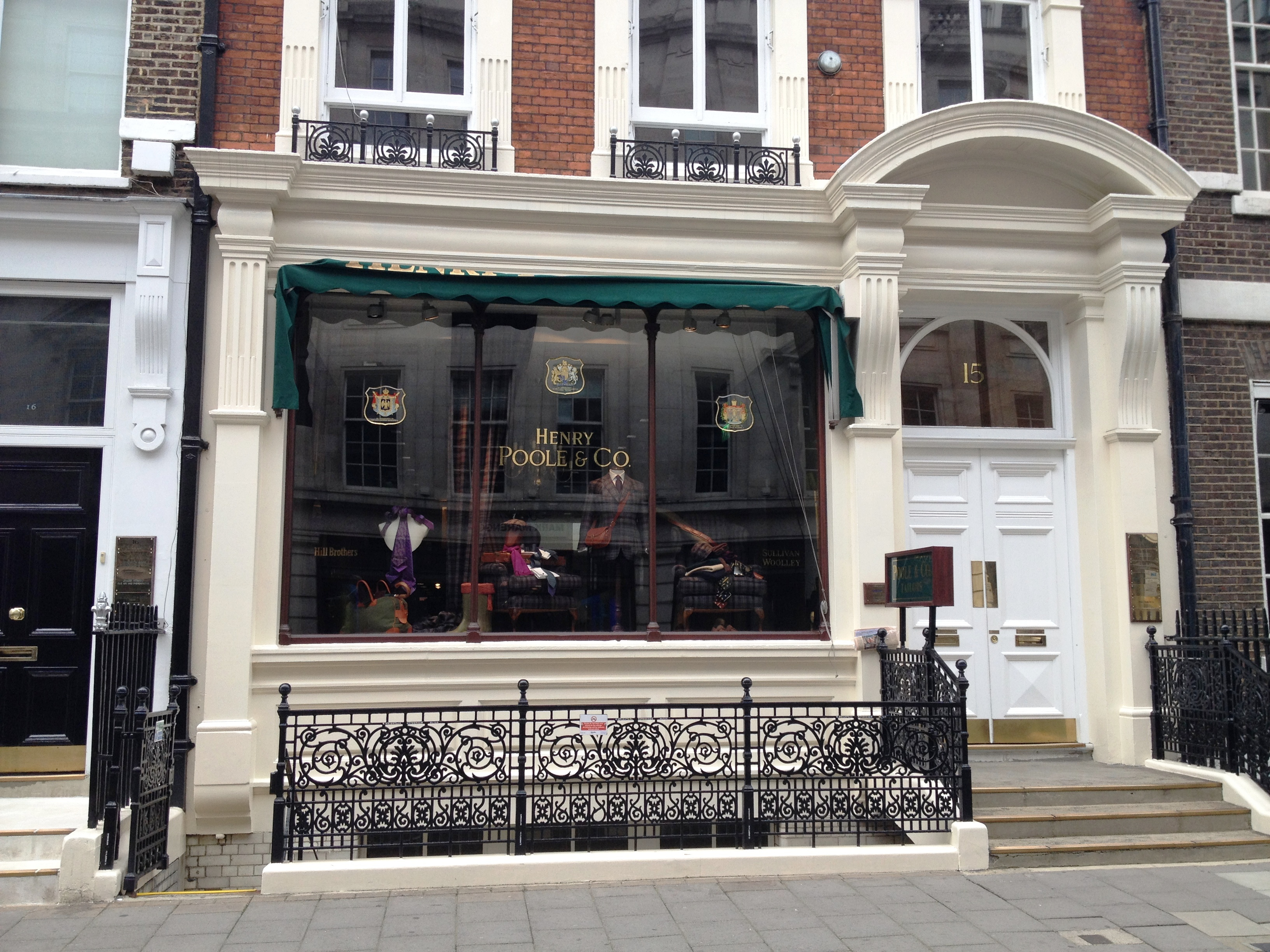
Savile Row 15

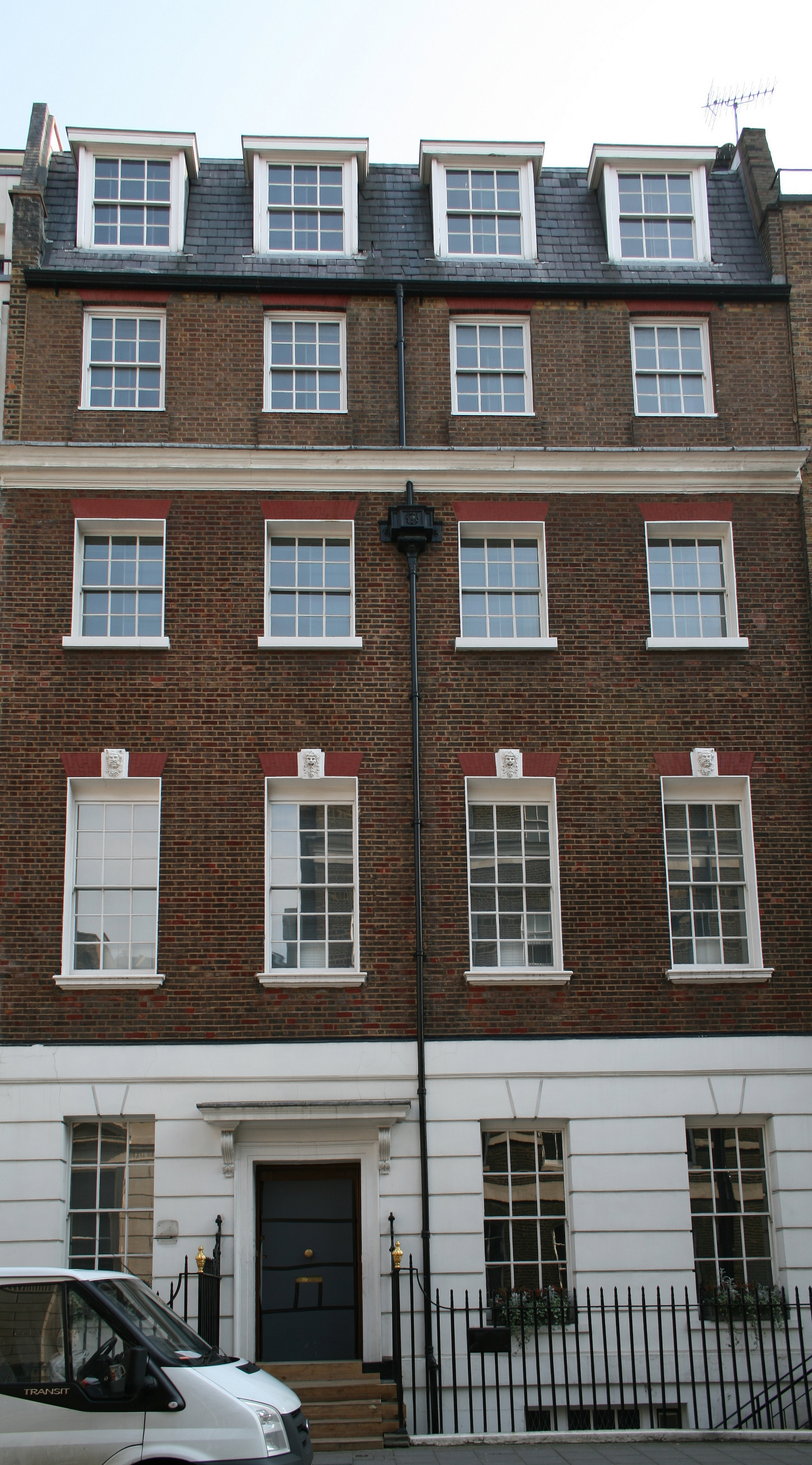
Adressen där The Beatles gemensamma företag Apple Corps låg.

Savile Row är en kortare gata i Mayfair i City of Westminster i centrala London som löper parallellt med Regent Street. 
Gatan är sedan tidigt 1800-tal känd som den mest prestigefyllda adressen för skräddare av exklusiva herrkläder, framförallt skräddarsydda kostymer.
Huntsman var inspiriationskällan för Matthew Vaughn i dennes filmer Kingsman: The Secret Service och Kingsman: The Golden Circle i vilket det fiktiva skrädderiet Kingsman i själva verket är en frontorganisation för den brittiska underrättelsetjänsten. Filmerna är delvis inspelade i Huntsmans lokaler.
Savile Row 3 är också adressen där The Beatles gemensamma företag Apple Corps låg. Det var på detta hustak som de genomförde sin berömda takkonsert 1969.

## Några av de mest kända namnen längs Savile Row
Gieves & Hawkes nummer 1
Kilgour nummer 8
Evisu nummer 9
Dege & Skinner nummer 10
Huntsman & Sons nummer 11
Cad & the Dandy nummer 13
Richard Anderson nummer 13
Henry Poole & Co nummer 15
Norton & Sons nummer 16
Chester Barrie nummer 18-19
Richard James nummer 29
Gary Anderson nummer 34-34
Spencer Hart nummer 36
Alexandre nummer 38
Davies & Son nummer 38

## Kända skräddare/designers som finns längs angränsande gator
Anderson & Sheppard 32 Old Burlington Street
Ozwald Boateng 9 Vigo Street
Timothy Everest 35 Bruton Place